# Harri Schneider

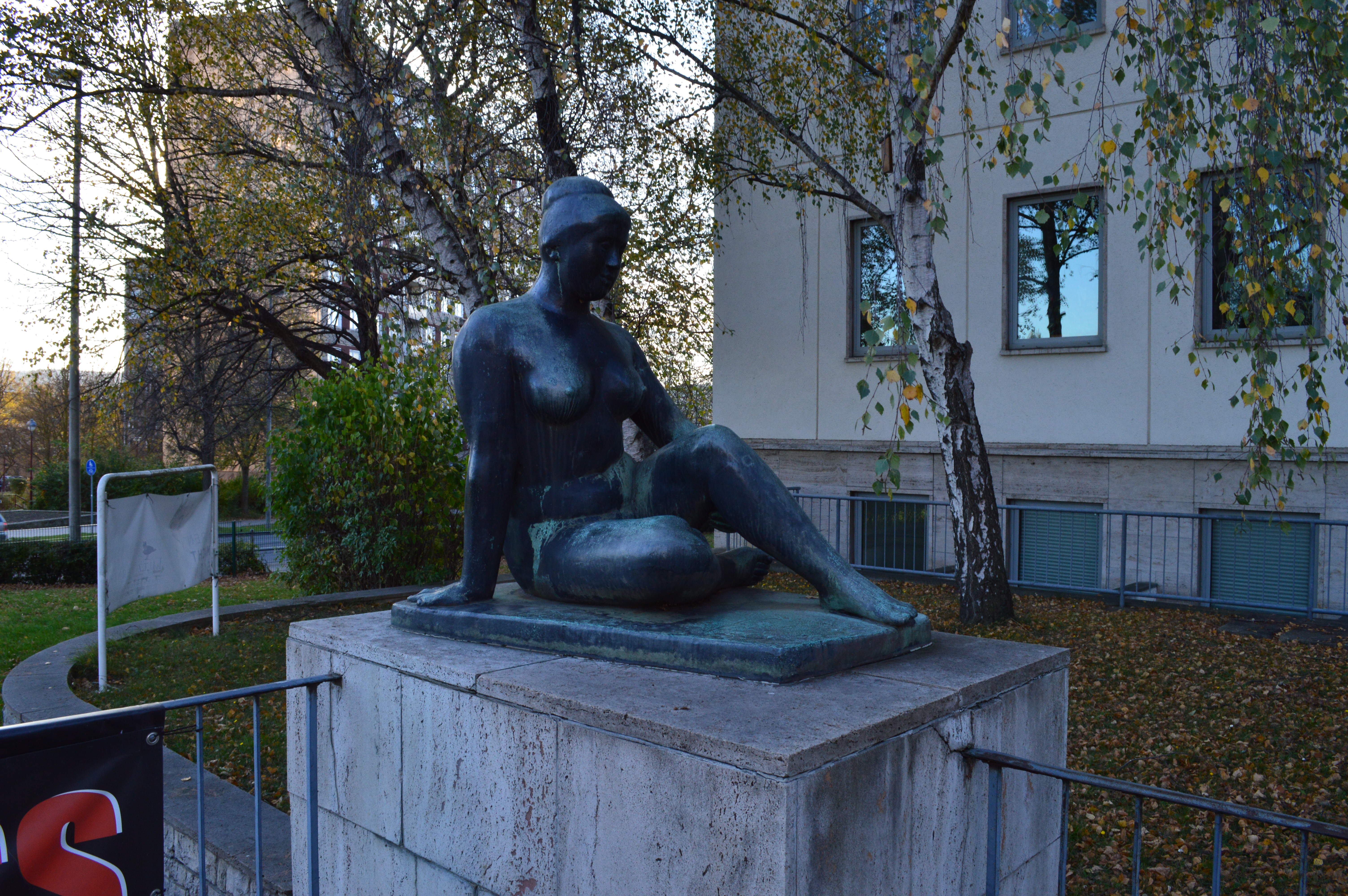
Bronzeplastik Großer Mädchenakt (1965) in der Johannes-R.-Becher-Straße in Gera-Bieblach

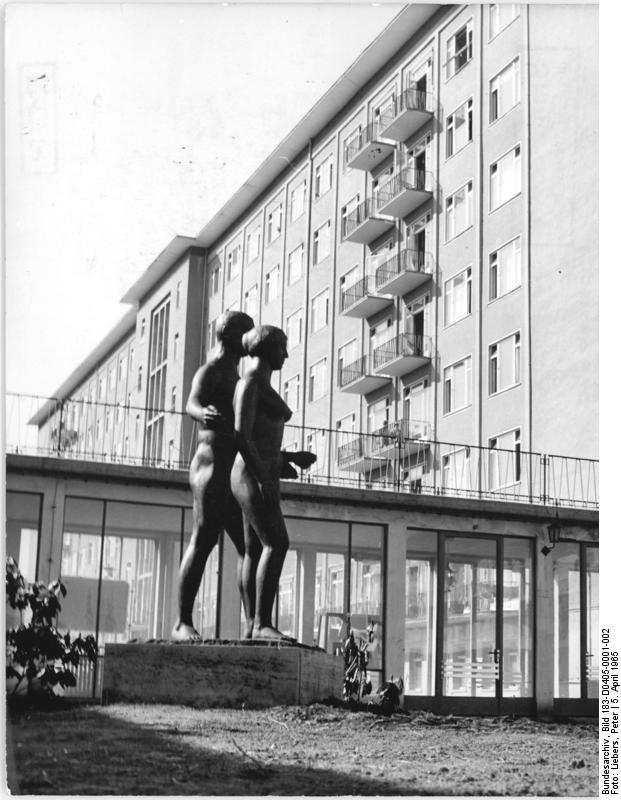
Bronzeplastik Heilkraft und Heilkunst (1962) an ihrem ursprünglichen Standort am Bergarbeiterkrankenhaus der SDAG Wismut in Gera (Aufnahme von 1965)

Harri Schneider (* 1. Juni 1929; † 1992 in Magdeburg) war ein deutscher Bildhauer.

## Werdegang
Schneider absolvierte zunächst von 1943 bis 1947 eine Lehre zum Holzbildhauer in Weißenfels, danach besuchte er von 1947 bis 1949 die staatliche Schnitzerschule in Empfertshausen. Er studierte von 1949 bis 1951 an der Hochschule für Architektur und Bauwesen in Weimar (bei Hans van Breek), anschließend von 1951 bis 1953 an der Hochschule für bildende und angewandte Kunst in Berlin-Weißensee (bei Fritz Koelle und Heinrich Drake). Nach seinem Abschluss als Diplom-Bildhauer 1953 ging er bis 1956 zum Meisterschülerstudium an die Berliner Akademie der Künste (bei Gustav Seitz). Ab 1957 war er als freischaffender Bildhauer tätig; zunächst in Jena, ab 1964 in Magdeburg. Er war bis 1990 Mitglied des Verband Bildender Künstler der DDR.
Schneider war mit der Bildhauerin Ursula Schneider-Schulz verheiratet. Eine Sammlung zum Künstlerischen Schaffen von Harri Schneider und Ursula Schneider-Schulz befindet sich im Stadtarchiv Magdeburg (REP 62 A).

## Werke im öffentlichen Raum

### Gera
- 1962: Heilkraft und Heilkunst, Bronze, SRH Wald-Klinikum Gera, Straße des Friedens 120 (bis 2015 vor dem Kulturhaus des ehemaligen Bergarbeiterkrankenhauses, Dr.-Schomburg-Straße 9)
- 1965: Großer Mädchenakt, Bronze, Johannes-R.-Becher-Straße 1, Gera vor der ehemaligen Wismut-Poliklinik (heute Ärztehaus)

Die Debatte um ihre Umsetzung rückte die Aktplastik Heilkraft und Heilkunst im Oktober 2015 ins öffentliche Bewusstsein. Nach dem Ende des Klinikbetriebes im ehemaligen Bergarbeiterkrankenhaus wurde die Plastik Anfang Oktober 2015 abgebaut und zunächst eingelagert. Teile der Öffentlichkeit (u. a. der AfD-Abgeordnete Stephan Brandner) stellten einen Zusammenhang mit der bevorstehenden Nutzung des Gebäudes als Erstaufnahmeeinrichtung her, was von der Stadt Gera dementiert wurde. Am 26. Oktober 2015 wurde die Plastik am neuen Standort einige hundert Meter entfernt von ihrem ursprünglichen Platz aufgestellt.

### Magdeburg
- 1981: Ruhende Schöne, Spielhagen-/Ecke Beimsstraße (2011 durch eine Kopie aus Beton ersetzt)[3]

### Ummendorf
- 1981/82: Sitzende, Sandstein, im Skulpturengarten des Börde-Museums Burg Ummendorf[4]

## Beteiligung an Ausstellungen in der DDR
- 1962/1963: Dresden, Fünfte Deutsche Kunstausstellung
- 1974, 1979 und 1984: Magdeburg, Bezirkskunstausstellungen
- 1979: Weimar, Kunsthalle am Theaterplatz („Spektrum. Bildende Künstler der DDR an der Hochschule für Baukunst und Bildende Künste Weimar 1946 – 1951“)
- 1982: Magdeburg, Kloster Unser Lieben Frauen („Plastik im Bezirk Magdeburg“)
- 1985: Erfurt, Gelände der Internationalen Gartenbauausstellung („Künstler im Bündnis“)
- 1987: Magdeburg, Kloster Unser Lieben Frauen („Handzeichnung und Plastik“)